# 畢春景
畢春景，男，中共党員，武警少將警銜

## 生平
自2019年4月，出任武警黑龙江省总队政委、歷仼武警北京市總隊政治部副主任、北京市第十五屆人民代表大會代表。